# Karel Bouryprijs
De Karel Bouryprijs is een literatuurprijs die van 1909 tot 2002 vierjaarlijks werd toegekend voor onuitgegeven Vlaamse school- of volksliederen. De prijs is gesticht door Sophie en Marie Boury en wordt toegekend door de Koninklijke Academie voor Nederlandse Taal- en Letterkunde in Gent. In 2003 werden de prijzen van KANTL gereorganiseerd en werden nieuwe vijfjaarlijkse prijzen toegekend.

## Gelauwerden
- 2002 ? Geert Vander Straeten voor Volks- en schoolliederen op teksten van Christina Guirlande
- 1978 - Gilbert Huybens voor 3 kinderliederen
- 1958 - Armand Lonque voor 2 liederen op tekst van Dr. Fr. Cluytens
- 1954 - Ivo Ceulemans voor Verzameling van 9 liederen
- 1941 - Jan Broeckx voor Kinderliederen op teksten van Vlaamsche dichters
- 1921 - Maria Vandendoorne voor Madeliefje
- 1915 - Leo Van der Haeghen voor Immer zingen
- 1915 - Arthur Meulemans voor De toekomst hoort der Jeugd
- 1913 - Willem Gyssels voor Gedichten